# MAN F8

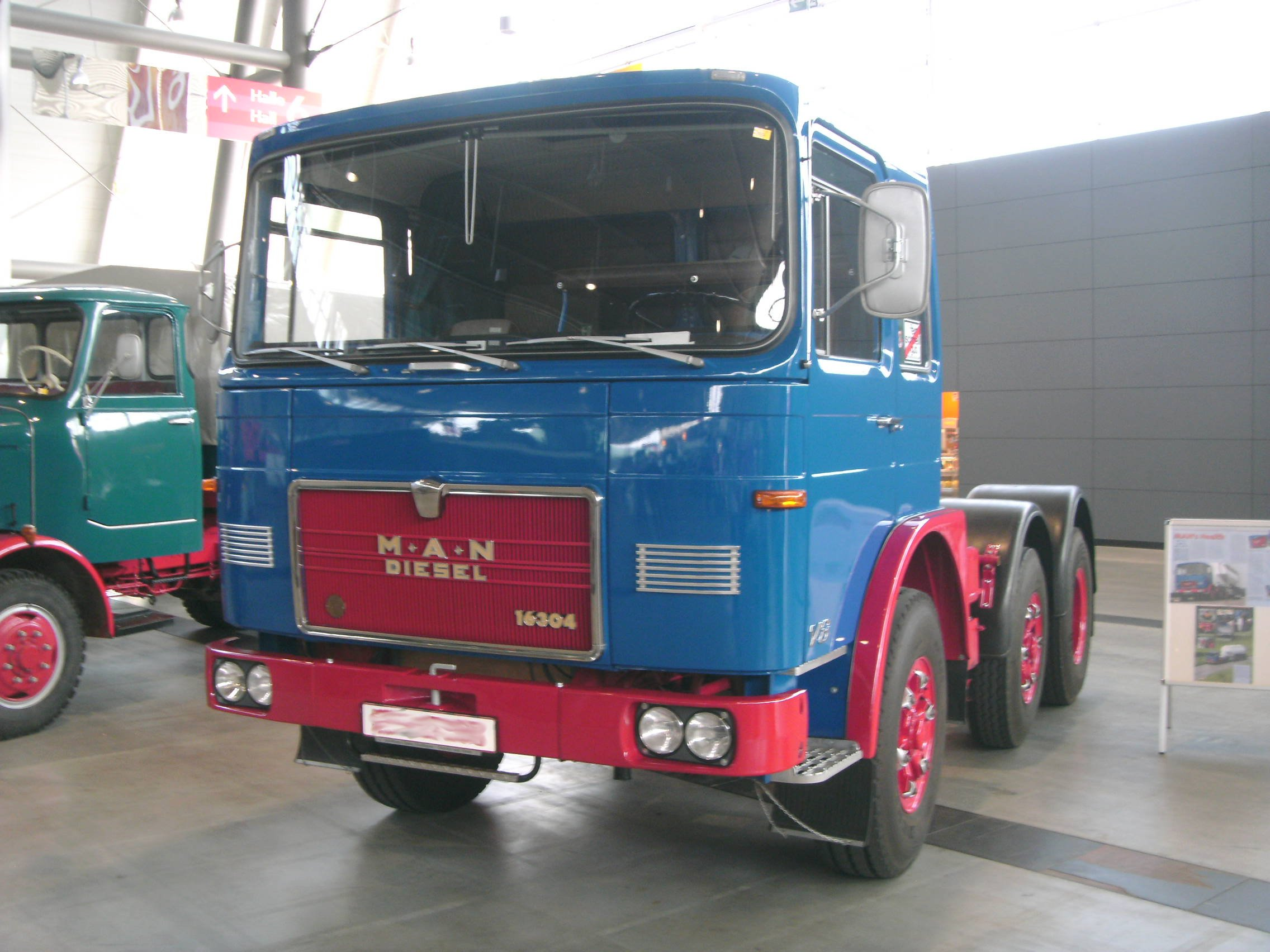
MAN F8 (1967—1972)

MAN F7/F8/F9 — семейство средне- и крупнотоннажных грузовых автомобилей, выпускавшихся компанией MAN в период с 1967 по 1987 год.

## История
Производство семейства MAN F7/F8/F9 стартовало в 1967 году. Кабины автомобилей были дневными или спальными. Первые числа в индексе модели обозначали полную массу, остальные обозначали мощность двигателя. В середине 1970-х годов V-образные дизельные двигатели внутреннего сгорания были вытеснены 5- или 6-цилиндровыми D2566T мощностью 280 л. с. Механические трансмиссии были взяты от немецкого производителя ZF Friedrichshafen AG, автоматические — от американского Allison Engine Company. Производство завершилось в 1987 году. На смену пришёл автомобиль MAN F90.